# Difesa Servizi
Difesa Servizi S.p.A. è una società in house del Ministero della difesa della Repubblica Italiana.
Nata nel 2009, ha la funzione di reperire fondi per il finanziamento delle attività del Ministero della difesa affinché esse gravino il meno possibile sul bilancio dello Stato.

## Storia

Logo in uso dal 2009 al 2021

Difesa Servizi nasce con l'articolo 2, comma 27 della legge 191/09 dopo circa un anno dal 10 febbraio 2009, giorno in cui i ministri Ignazio La Russa, Claudio Scajola e Giulio Tremonti hanno depositato il disegno di legge 1373 Misure a tutela dei segni distintivi delle Forze armate e costituzione della società «Difesa Servizi Spa».

## Attività
Il suo scopo è la gestione, il recupero e la valorizzazione (ma non l'alienazione) del patrimonio immobiliare e dei terreni del Ministero della difesa (caserme, fari, poligoni). 
Il 7 luglio 2011 Direzione generale dei lavori e del Demanio del Ministero della difesa ha concesso per 25 anni a Difesa Servizi S.p.A. l'uso dei tetti e dei terreni di 64 compendi immobiliari per l'installazione di impianti per la produzione di energia da fonte rinnovabile.
Per queste finalità questi immobili sono stati raggruppati in lotti e dati in affidamento per 20 anni a diversi soggetti che riconoscono a Difesa Servizi corrispettivi per un ammontare annuo di 12 milioni di euro.
Inoltre, con l'istituzione di questa società, è prevista la fatturazione del servizio di previsioni meteorologiche che l'Aeronautica Militare fornisce a soggetti esterni (ad esempio Rai) il cui costo attualmente ricade sul Ministero della difesa. Il mandato, di durata quinquennale, alla promozione, al sostegno, alla valorizzazione, all'attività negoziale ed alla fatturazione per le attività connesse ai servizi resi a terzi nel settore della meteorologia è contenuto nella Convenzione stipulata tra Difesa Servizi e lo Stato Maggiore dell'Aeronautica Militare il 13 ottobre 2011.
Lo stesso modello potrà essere utilizzato anche per le prestazioni erogate ai civili dai Servizi di Sanità militare e per i servizi resi dall'Istituto geografico militare.
La società potrà stipulare contratti di sponsorizzazione, avrà il compito della gestione e della valorizzazione dei marchi, delle denominazioni, degli stemmi, degli emblemi e dei segni distintivi di Esercito Italiano, Marina Militare, Aeronautica Militare, Guardia di Finanza e Carabinieri ad esempio utilizzati dalle aziende di abbigliamento ed accessori, tramite concessioni temporali a titolo oneroso. La legge tutela questa esclusiva sui marchi e in caso di violazione di è prevista una sanzione da 1.000 a 5.000 euro. La convenzione tra Esercito Italiano e Difesa Servizi è stata stipulata il 20 dicembre 2011.
Infine, può provvedere all'acquisto di lavori, servizi e forniture (eccetto gli armamenti) di cui necessitano le forze armate per lo svolgimento delle loro attività (vestiario, ecc.).
Il contratto di servizio stipulato tra il Ministero della difesa e Difesa Servizi prevede che il 90% del valore dei contratti in cui la società subentra sia versato al Ministero. Per i contratti di nuova sottoscrizione, invece, al Ministero spetta una quota non inferiore al 50% del valore del contratto.

## Bilancio 2012
Difesa Servizi nel 2012 ha realizzato un fatturato di 5,11 milioni di euro, di cui:
- 50,5% dalla promozione dei marchi
- 23% dalla fatturazione del servizio meteorologico da parte dell'Aeronautica Militare
- 21% dal servizio fotovoltaico
- 3,5% da canoni di locazione
- 1,5% da servizio di tesoreria per le strutture sanitarie militari
- 0,5% da altri ricavi

Utile di 303.274 euro, 1,33 milioni di patrimonio netto.
Verserà al Ministero della Difesa 5,26 milioni di euro, grazie alle sue attività svolte nel 2011 e nel 2012.

### Vertici Aziendali
Cronologia dei vertici aziendali di Difesa Servizi.
| Periodo                        | Carica e nome                                                                      | Note   |
| ------------------------------ | ---------------------------------------------------------------------------------- | ------ |
| dal 2023 (mandato 2023 - 2025) | - Presidente: Gioacchino Alfano - Amministratore delegato: Luca Andreoli           |        |
| dal 2014                       | - Presidente: Maria Francesca Silva - Amministratore delegato: Pier Fausto Recchia | [ 9 ]  |
| 2011 - 2013                    | - Presidente: Armando Novelli - Amministratore delegato: Lino Girometta            | [ 10 ] |